# Canal d'Ístria
El canal d'Ístria o canal de Limski és un estuari que s'obre a la costa occidental de la península d'Ístria a Croàcia, pocs quilòmetres al nord de Rovinj (Rovigno), i pocs al sud de Vrsar. Té uns 12 km de llargària i una amplada mitjana de sis-cents metres. Es tracta del final de la vall del riu Pazinčica que es transforma en una ria.
Històricament era una frontera entre els comtats de  Poreč (Parenzo) i Rovinj (Rovigno) i Pazin, però el seu nom no significa frontera (limes), sinó més aviat «llit rocós del riu» o «canal pantanós».